# W-inds.
w-inds. ist eine populäre japanische Musikgruppe, die dem J-Pop zugerechnet wird.

## Werdegang
Die Band wurde 2000 gegründet und setzt sich aus Keita Tachibana (Gesang) sowie Ryohei Chiba und Ryuichi Ogata (Rap, Backgroundgesang, Tanz) zusammen. Der erste Hit von w-inds. war Forever Memories, der es auf Platz 12 der japanischen Wochencharts schaffte; es folgten mehrere Spitzenplatzierungen, u. a. wurde mit den Singles Another Days (2002), Because of you (2002) und Long Road (2003) jeweils Platz 1 der Charts erreicht.
Nach SMAP sind w-inds. eine weitere Band, die repräsentativ für Japan an der Shanghai EXPO 2010 teilnahmen und im Rahmen des JAPAN DAY auftraten. Am 5. Mai gaben w-inds. ein Event exklusiv für ihre Fanclub-Mitglieder im Tokyo International Forum, wo auch KENZO auftrat, Mitglied von DA BUMP, die als erste Band Japans kurz zuvor den Sieg bei Euro Dance Battle 2010 erhalten hatte.

## Diskografie

### Studioalben
| Jahr | Titel               | Höchstplatzierung, Gesamtwochen, AuszeichnungChartsChartplatzierungen (Jahr, Titel, Platzierungen, Wochen, Auszeichnungen, Anmerkungen) | Anmerkungen                             |
| Jahr | Titel               | JP | Anmerkungen                             |
| ---- | ------------------- | --- | --------------------------------------- |
| 2001 | 1st Message         | JP1 Platin · (11 Wo.)JP | Erstveröffentlichung: 19. Dezember 2001 |
| 2002 | The System of Alive | JP3 Gold · (9 Wo.)JP | Erstveröffentlichung: 18. Dezember 2002 |
| 2003 | Prime of Life       | JP5 Gold · (11 Wo.)JP | Erstveröffentlichung: 17. Dezember 2003 |
| 2005 | Ageha               | JP1 Gold · (8 Wo.)JP | Erstveröffentlichung: 1. Juni 2005      |
| 2006 | Thanks              | JP4 (6 Wo.)JP | Erstveröffentlichung: 15. März 2006     |
| 2007 | Journey             | JP8 (3 Wo.)JP | Erstveröffentlichung: 7. März 2007      |
| 2008 | Seventh Ave.        | JP10 (5 Wo.)JP | Erstveröffentlichung: 2. Juli 2008      |
| 2010 | Another World       | JP7 (4 Wo.)JP | Erstveröffentlichung: 10. März 2010     |
| 2012 | Move Like This      | JP4 (5 Wo.)JP | Erstveröffentlichung: 4. Juli 2012      |
| 2014 | Timeless            | JP8 (4 Wo.)JP | Erstveröffentlichung: 9. Juli 2014      |
| 2015 | Blue Blood          | JP11 (5 Wo.)JP | Erstveröffentlichung: 8. Juli 2015      |
| 2017 | Invisible           | JP4 (3 Wo.)JP | Erstveröffentlichung: 15. März 2017     |
| 2017 | 100                 | JP11 (4 Wo.)JP | Erstveröffentlichung: 4. Juli 2018      |
| 2021 | 20XX “We Are”       | JP18 (2 Wo.)JP | Erstveröffentlichung: 24. November 2021 |
| 2023 | Beyond              | JP17 (2 Wo.)JP | Erstveröffentlichung: 14. März 2023     |

### Kompilationen
| Jahr | Titel                                                     | Höchstplatzierung, Gesamtwochen, AuszeichnungChartsChartplatzierungen (Jahr, Titel, Platzierungen, Wochen, Auszeichnungen, Anmerkungen) | Anmerkungen                          |
| Jahr | Titel                                                     | JP | Anmerkungen                          |
| ---- | --------------------------------------------------------- | --- | ------------------------------------ |
| 2004 | W-inds BesTracks                                          | JP2 Gold · (16 Wo.)JP | Erstveröffentlichung: 14. Juli 2004  |
| 2008 | W-inds Single Collection Best Eleven                      | JP19 (6 Wo.)JP | Erstveröffentlichung: 1. Januar 2008 |
| 2011 | W-inds 10th Anniversary Best Album: We Dance For Everyone | JP9 (5 Wo.)JP | Erstveröffentlichung: 22. Juni 2011  |
| 2011 | W-inds 10th Anniversary Best Album: We Sing For You       | JP10 (5 Wo.)JP | Erstveröffentlichung: 22. Juni 2011  |
| 2021 | 20XX “The Best”                                           | JP10 (3 Wo.)JP | Erstveröffentlichung: 14. März 2021  |

### Singles
| Jahr | Titel Album                                                                    | Höchstplatzierung, Gesamtwochen, AuszeichnungChartsChartplatzierungen (Jahr, Titel, Album, Platzierungen, Wochen, Auszeichnungen, Anmerkungen) | Anmerkungen |
| Jahr | Titel Album                                                                    | JP | Anmerkungen |
| ---- | ------------------------------------------------------------------------------ | --- | --- |
| 2001 | Forever Memories 1st Message                                                   | JP12 Gold · (23 Wo.)JP | Erstveröffentlichung: 14. März 2001                                                                                    |
| 2001 | Feel the Fate 1st Message                                                      | JP8 Gold · (10 Wo.)JP | Erstveröffentlichung: 4. Juli 2001                                                                                     |
| 2001 | Paradox 1st Message                                                            | JP3 Gold · (10 Wo.)JP | Erstveröffentlichung: 17. Oktober 2001                                                                                 |
| 2002 | Try Your Emotion The System of Alive                                           | JP2 Gold · (8 Wo.)JP | Erstveröffentlichung: 20. Februar 2002                                                                                 |
| 2002 | Another Days The System of Alive                                               | JP1 Gold · (6 Wo.)JP | Erstveröffentlichung: 22. Mai 2002                                                                                     |
| 2002 | Because of You The System of Alive                                             | JP1 Gold · (6 Wo.)JP | Erstveröffentlichung: 21. August 2002                                                                                  |
| 2002 | New Paradise The System of Alive                                               | JP2 (10 Wo.)JP | Erstveröffentlichung: 13. November 2002                                                                                |
| 2003 | Super Lover (I Need You Tonight) Prime of Life                                 | JP1 Gold · (9 Wo.)JP | Erstveröffentlichung: 21. Mai 2003                                                                                     |
| 2003 | Love is Message Prime of Life                                                  | JP2 Gold · (9 Wo.)JP | Erstveröffentlichung: 20. August 2003                                                                                  |
| 2003 | Long Road Prime of Life                                                        | JP1 Gold · (12 Wo.)JP | Erstveröffentlichung: 29. Oktober 2003                                                                                 |
| 2004 | Pieces Ageha                                                                   | JP2 Gold · (9 Wo.)JP | Erstveröffentlichung: 10. März 2004                                                                                    |
| 2004 | Kirei da (キレイだ) Ageha                                                      | JP4 Gold · (12 Wo.)JP | Erstveröffentlichung: 2. Juni 2004                                                                                     |
| 2004 | Shiki (四季) Ageha                                                             | JP2 Gold · (10 Wo.)JP | Erstveröffentlichung: 6. Oktober 2004                                                                                  |
| 2005 | Yume no Basho e (夢の場所へ) Ageha                                             | JP2 Gold · (8 Wo.)JP | Erstveröffentlichung: 1. Januar 2005                                                                                   |
| 2005 | Kawariyuku Sora (変わりゆく空) Ageha                                           | JP3 Gold · (7 Wo.)JP | Erstveröffentlichung: 16. März 2005                                                                                    |
| 2005 | Izayoi no Tsuki (十六夜の月) Thanks                                            | JP3 (7 Wo.)JP | Erstveröffentlichung: 31. August 2005                                                                                  |
| 2005 | Yakusoku no Kakera (約束のカケラ) Thanks                                       | JP6 (8 Wo.)JP | Erstveröffentlichung: 23. November 2005                                                                                |
| 2006 | It’s in the Stars Thanks                                                       | JP6 (6 Wo.)JP | Erstveröffentlichung: 22. Februar 2006                                                                                 |
| 2006 | Trial Journey                                                                  | JP3 (5 Wo.)JP | Erstveröffentlichung: 24. Mai 2006                                                                                     |
| 2006 | Boogie Woogie 66 (ブギウギ66) Journey                                          | JP5 (7 Wo.)JP | Erstveröffentlichung: 6. September 2006                                                                                |
| 2007 | Hanamuke Journey                                                               | JP7 (5 Wo.)JP | Erstveröffentlichung: 17. Januar 2007                                                                                  |
| 2007 | w-inds.Single Mega-Mix –                                                       | JP13 (6 Wo.)JP | Erstveröffentlichung: 21. März 2007                                                                                    |
| 2007 | Love is the Greatest Thing Seventh Ave.                                        | JP4 (4 Wo.)JP | Erstveröffentlichung: 4. Juli 2007                                                                                     |
| 2007 | Beautiful Life Seventh Ave.                                                    | JP10 (4 Wo.)JP | Erstveröffentlichung: 7. November 2007                                                                                 |
| 2008 | Ame ato (アメあと) Seventh Ave.                                                | JP7 (8 Wo.)JP | Erstveröffentlichung: 23. April 2008                                                                                   |
| 2008 | Everyday / Can’t Get Back Another World                                        | JP2 (7 Wo.)JP | Erstveröffentlichung: 26. November 2008                                                                                |
| 2009 | Rain Is Fallin’ / Hybrid Dream Another World                                   | JP2 (4 Wo.)JP | Erstveröffentlichung: 13. Mai 2009 feat. G-Dragon                                                                      |
| 2009 | New World / Truth (Saigo no Shinjitsu) Another World                           | JP2 (6 Wo.)JP | Erstveröffentlichung: 9. Dezember 2009                                                                                 |
| 2010 | Addicted to Love Move Like This                                                | JP3 (6 Wo.)JP | Erstveröffentlichung: 23. Juni 2010 Themasong zu Mattsugu ~ Kamakura Kaigan Torimono Hikae mit Keita in der Hauptrolle |
| 2011 | Be as One / Let’s Get it On Move Like This                                     | JP4 (6 Wo.)JP | Erstveröffentlichung: 26. Januar 2011                                                                                  |
| 2011 | You & I Move Like This                                                         | JP9 (5 Wo.)JP | Erstveröffentlichung: 17. August 2011                                                                                  |
| 2012 | Fly High Move Like This                                                        | JP5 (5 Wo.)JP | Erstveröffentlichung: 22. Februar 2012                                                                                 |
| 2013 | A Little Bit Timeless                                                          | JP4 (7 Wo.)JP | Erstveröffentlichung: 30. Oktober 2013                                                                                 |
| 2014 | Yume de Aeru ni (Sometimes I Cry) (夢で逢えるのに〜Sometimes I Cry〜) Timeless | JP7 (5 Wo.)JP | Erstveröffentlichung: 11. Juni 2014                                                                                    |
| 2015 | Fantasy Blue Blood                                                             | JP4 (3 Wo.)JP | Erstveröffentlichung: 21. Januar 2015                                                                                  |
| 2015 | In Love With the Music Blue Blood                                              | JP6 (3 Wo.)JP | Erstveröffentlichung: 10. Juni 2015                                                                                    |
| 2016 | Boom Word Up Invisible                                                         | JP3 (3 Wo.)JP | Erstveröffentlichung: 3. Mai 2016                                                                                      |
| 2016 | Backstage Invisible                                                            | JP5 (3 Wo.)JP | Erstveröffentlichung: 31. August 2016                                                                                  |
| 2017 | We Don’t Need To Talk Anymore Invisible                                        | JP4 (3 Wo.)JP | Erstveröffentlichung: 11. Januar 2017                                                                                  |
| 2017 | Time Has Gone 100                                                              | JP4 (2 Wo.)JP | Erstveröffentlichung: 27. September 2017                                                                               |
| 2018 | Dirty Talk 100                                                                 | JP10 (3 Wo.)JP | Erstveröffentlichung: 14. März 2018                                                                                    |
| 2018 | Get Down –                                                                     | JP16 (8 Wo.)JP | Erstveröffentlichung: 31. Juli 2018                                                                                    |
| 2020 | DoU –                                                                          | JP25 (3 Wo.)JP | Erstveröffentlichung: 22. Januar 2020                                                                                  |